# Val d'Agrò
Le val d'Agrò, ou vallée de l'Agrò, est une vallée qui se trouve sur le versant oriental des monts Péloritains, dans la ville métropolitaine de Messine, et doit son nom au ruisseau du même nom qui coule au fond de la vallée.

## Municipalités
Les municipalités de la vallée de l'Agrò sont :
- Santa Teresa di Riva ;
- Sant'Alessio Siculo ;
- Forza d'Agrò ;
- Savoca ;
- Limina ;
- Roccafiorita ;
- Antillo ;
- Casalvecchio Siculo ;
- Furci Siculo.

Elles participent au Consortium Val d'Agrò et à l'Union des municipalités des vallées ioniennes des Péloritaines.

## Histoire
Depuis l'Antiquité, la vallée a été le siège d'une intense activité agricole, dont on retrouve des traces dans les terrasses, désormais en partie inutilisées, qui couvrent une partie des coteaux. La présence d'établissements humains, remontant à une période comprise entre le Néolithique et le Xe siècle av. J.-C., imputables aux Sicanes, dans les étapes les plus anciennes, et aux Sicules dans les plus récentes.
À partir du IXe siècle av. J.-C., la vallée a été fréquentée par les Phéniciens, qui ont établi quelques bases commerciales en Sicile orientale, comme Phoinix, une station commerciale identifiée à l'actuelle Santa Teresa di Riva, créée pour accroître le commerce avec les Sicules installés dans la région. À partir du VIIIe siècle av. J.-C., les premiers colons grecs, plus belliqueux, ont commencé à fréquenter le territoire de l'Agrò, remplaçant les Phéniciens, se mêlant progressivement aux populations siciliennes et donnant naissance à la culture sicilienne. Le territoire de la vallée, situé immédiatement au nord du Promontorio Argenno, fut inclus dans la chora de la ville de Messana (ancien nom de Messine) dont il suivit le destin historico-politique, à partir de l'inclusion dans l'Arcontat de Sicile de Denys l'Ancien, jusqu'au royaume hellénistique de Sicile d'Agathocle de Syracuse et jusqu'à la période de la domination des Mamertins. En 260 av. J.-C., près de Limina, à l'occasion de la première guerre punique, une bataille a eu lieu entre les Carthaginois, qui après avoir franchi les monts Péloritains ont attaqué la côte ionique de la Sicile, et les Romains qui, avec l'aide de leurs alliés siciliens de Syracuse, ont réussi à repousser l'attaque.
Avec la conquête romaine, l'histoire de la vallée a suivi celle de toute la Sicile. Pendant la domination romaine, la vallée a été impliquée dans les guerres civiles qui ont suivi l'assassinat de Jules César : Appien d'Alexandrie raconte qu'au cours de l'été 36 av. J.-C., pendant la guerre civile entre Sextus Pompée et Octave, environ 4 000 fantassins pompéiens, ne voulant pas camper trop près de l'ennemi, stationnés près de Tauromoenium, « se sont repliés dans la ville de Phoinix, juste au nord de l'Aghennon Akron », l'actuel cap de Sant'Alessio Siculo. Les restes d'une ferme impériale tardive sont encore visibles dans le village de Scifì (un hameau de Forza d'Agrò), situé au carrefour de l'ancienne route de Messine à Syracuse et de l'ancienne route qui, longeant le cours du fleuve Agrò, reliait les côtes ioniennes et tyrrhéniennes, en traversant les monts Péloritains.
Au Moyen Âge, la vallée était fréquentée par les Byzantins et les Arabes. Ces derniers ont introduit de nouvelles cultures comme les agrumes et les abricotiers. La reconstruction de l'abbaye basilienne de Saint-Pierre-et-Paul, commandée par le roi Roger II, fondateur du royaume de Sicile, remonte au XIe siècle. Les Basiliens ont exercé leur domination religieuse, économique et sociale de 1117 à 1794. À partir du XIIe siècle, les villages de la vallée ont été soumis au pouvoir de la ville de Savoca, capitale d'une baronnie sous la domination de l'Archimandrite de Messine.
Avec l'abolition de la féodalité dans le royaume de Sicile, sanctionnée par la Constitution de 1812, les villages de la vallée ont commencé à s'émanciper de la baronnie de Savoca en se proclamant municipalités autonomes faisant partie du district de Savoca, créé en 1817 et inséré dans le district de Castroreale. Ces organes administratifs ont été supprimés après l'unification de l'Italie en 1861.
La dénomination Valle d'Agrò remonte au milieu du XXe siècle.